# Iris cabulica
Iris cabulica är en irisväxtart som beskrevs av Alexander Gilli. Iris cabulica ingår i släktet irisar, och familjen irisväxter. Inga underarter finns listade i Catalogue of Life.